# Claudio Scremin
Claudio Francesco Scremin (Burnaby, 28 maggio 1968) è un ex hockeista su ghiaccio canadese.

## Carriera
Durante la sua carriera ha giocato per i San Jose Sharks in National Hockey League, i Kansas City Blades in International Hockey League, gli Hannover Scorpions e Krefeld Pinguine in Deutsche Eishockey Liga. In Italia ha avuto un breve trascorso con la maglia dell'HC Varese.

## Palmarès

### Club
- Turner Cup: 1

Kansas City: 1991-1992